# Durfort (Tarn)
Durfort is een gemeente in het Franse departement Tarn (regio Occitanie) en telt 270 inwoners (1999). De plaats maakt deel uit van het arrondissement Castres.

## Geografie
De oppervlakte van Durfort bedraagt 4,5 km², de bevolkingsdichtheid is 60,0 inwoners per km².
De onderstaande kaart toont de ligging van Durfort (Tarn) met de belangrijkste infrastructuur en aangrenzende gemeenten.

## Demografie
Onderstaande figuur toont het verloop van het inwonertal (bron: INSEE-tellingen).
1. ↑  Populations de référence 2022.